# Казикумухский округ
Казикумухский округ — административная единица в составе Дагестанской области и Дагестанской АССР, существовавшая в 1860—1922 годах с центром в Кумухе.

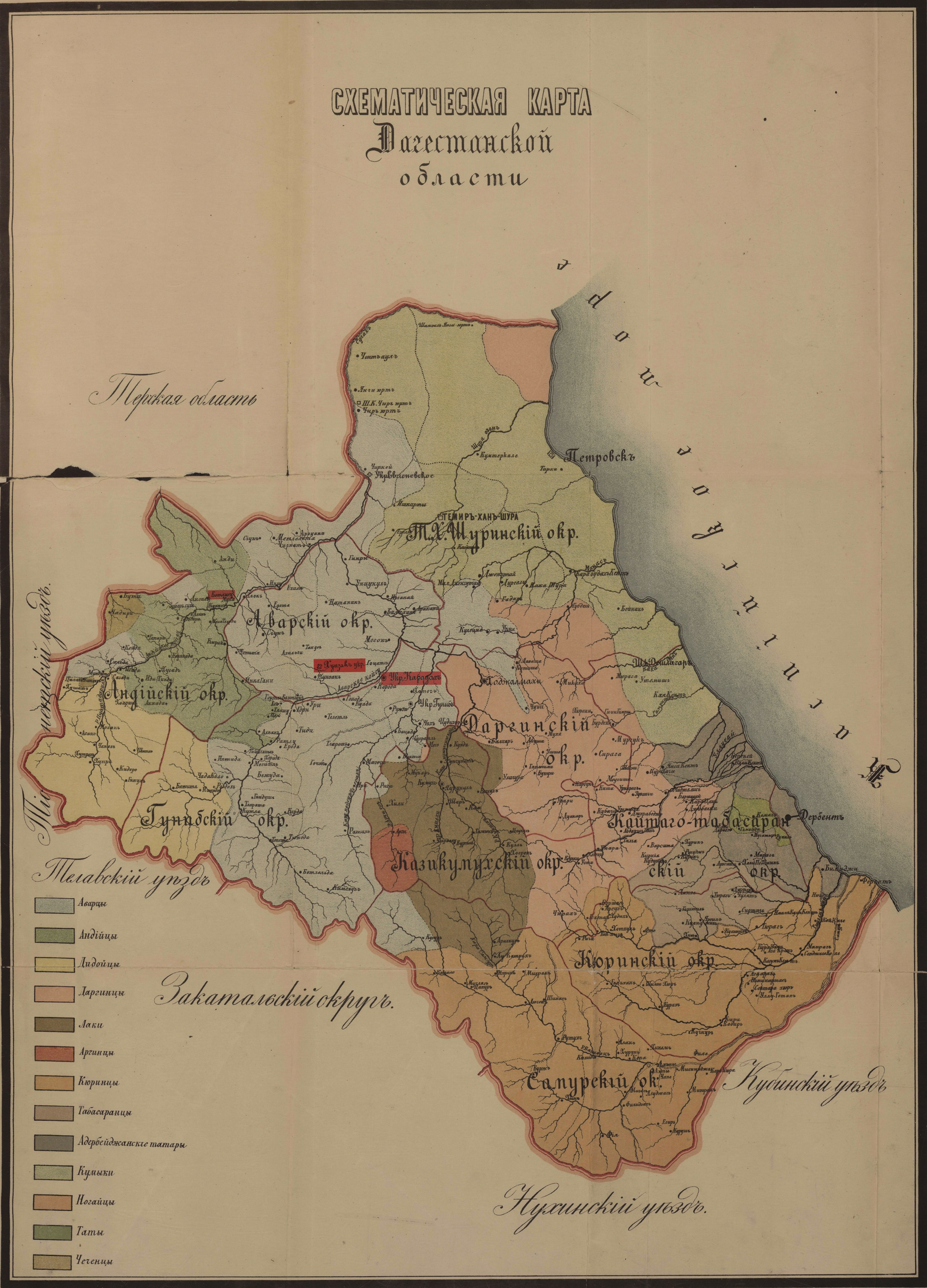
Казикумухский округ на схематической карте Дагестанской области, 1895 г., Е. И. Козубский

## История
Казикумухский округ в составе Дагестанской области был образован в 1860 году из бывшего Казикумухского ханства. В 1877 году на короткий период округ охватило восстание, его управляющий Чембер был убит, было объявлено о восстановлении ханства и избран новый хан. В конце 1877 года восстание было подавлено. В 1899 году наибства округа были преобразованы в участки. В 1921 году округ вошёл в состав Дагестанской АССР. В 1922 году Казикумухский округ был переименован в Лакский округ. В ноябре 1928 года в Дагестанской АССР было введено кантонное деление, и все округа были упразднены. В 1935 г. были образованы Лакский и Кулинский районы.

## Население
По данным переписи 1897 года в округе проживало 45,4 тыс. чел., в том числе лакцы — 83,8 %; даргинцы — 8,1 %; аварцы — 5,4 %; лезгины и табасараны — 2,1 %. В селе Кумух проживало 621 чел.

## Административное деление
Округ делился на наибства, которые в 1899 году были преобразованы в участки. Участки подразделялись на общества.
В 1895 году в уезде было 4 наибства: Аштикулинское (центр — с. Кули), Вицхинское (центр — с. Унчугатль), Кумухское (центр — с. Кумух), Мукарское (центр — с. Ури).
К 1926 году округ делился на 4 участка: Ашти-Кулинский (центр — с. Кули), Вицхинский (центр — с. Унчукатль), Кумухский (центр — с. Кумух) и Уринский (центр — с. Ури).